# Дрейк, Линвуд
Линвуд Дрейк (англ. Lynwood Drake;  10 октября 1949 — 8 ноября 1992)   — американский массовый убийца, который с 7 по 8 ноября 1992 года убил 6 человек и ранил двоих  в  двух небольших городах округа Сан-Луис-Обиспо, штат Калифорния. Незадолго перед преступлением Дрейк находился в состоянии тяжёлой депрессии в связи с семейными неурядицами и материальными проблемами, следствием чего стало психическое расстройство. Мотивом преступления послужила мизантропия.

## Биография
Линвуд Клампер Дрейк родился 10 октября 1949 года в городе Норфолк, штат Виргиния. Детство и юность Дрейк провел в городе Ричмонд (штат Виргиния). Дрейк рос в социально-неблагополучной обстановке, следствием чего стали проблемы с психикой. Посещал школу Thomas Jefferson High School, которую закончил в 1968-м году. В школьные годы Линвуд был известен своим деструктивным поведением. После окончания школы Дрейк перебивался случайными заработками, имел проблемы с законом, вследствие чего в 1972 году вынужден был покинуть штат Виргинию. Большая часть знакомых и друзей Дрейка того периода отзывались о нем как о антисоциальной личности. В последующие годы жизни Линвуд Дрейк сменил несколько мест жительства и несколько профессий. В разные годы Дрейк работал барменом, строителем и актёром, для чего даже посещал школу актёрского мастерства в Нью-Йорке. В 1982 году он даже исполнил небольшую роль в художественном фильме «Мир по Гарпу». Однако к началу 1990-х годов ни на одном из своих поприщ Дрейк так и не достиг успеха и финансовая независимость к нему так и не пришла. Незадолго перед совершением преступлений, у Дрейка был диагностирован рак, от него ушла жена вместе с дочерью и он лишился жилья и работы.

## Массовое убийство
Убийства начались вечером 7 ноября в Морро Бэй, после того как Дрейк застрелил из пистолета 80-летнего Эндрю Затко в его собственном доме. Затко был хозяином апартаментов, которые ранее арендовал Дрейк. Из-за многомесячной неуплаты арендной работы Затко через суд вынудил Дрейка покинуть апартаменты, тем самым лишив преступника жилья. После убийства, Дрейк явился к соседу Затко - 27-летнему Норму Меткалфу, который на судебном заседании о выселении Линвуда Дрейка выступил в качестве свидетеля обвинения. Меткалф и его гость - 32-летний Дэнни Чижек стали следующими жертвами убийцы, ещё один гость Меткалфа находившийся на тот момент у него дома 27-летний Джеффри Сидлин получил ранение в руку и остался в живых. Раненый Сидлин и соседи впоследствии вызвали полицию. Покинув Морро Бэй, Линвуд Дрейк появился в соседнем городе Пасо Роблес, в котором посетил карточный клуб под названием  Oak's Card Parlor. Будучи неудачливым игроком, Дрейк ранее проиграл несколько сотен долларов в клубе а также был уличен в жульничестве, после чего доступ в заведение ему был запрещён. Явившись в клуб рано утром 8 ноября, Дрейк расстрелял из дробовика посетителей и работников клуба - 47-летнего Дэвида Лоу, 60-летнего Джо Гарсию и 31-летнего Криса Стоба, после чего отправился в дом к своей знакомой 60-летней Джоанн Морроу, у которой ранее арендовал жилье. К тому времени полиция уже связала убийства с личностью Линвуда Дрейка и он был объявлен в розыск. После обнаружения его автомобиля рано утром 8 ноября возле дома Джоанн Морроу - дом и территория прилегающая к дому была окружена.

## Смерть
Линвуд Дрейк не пожелал сдаться полиции и после многочасовых телефонных переговоров покончил с жизнью самоубийством - выстрелив себе в голову из пистолета. Джоанн Морроу осталась жива. После смерти Дрейка, полиция нашла предсмертную записку, в содержании которой была критика в адрес родителей и сестры, а также возложение на них ответственности за все проблемы личностного и материального харкатера, которые впоследствии привели к трагическим событиям. Свою записку Дрейк закончил предложением: «Они отказались мне помочь. Пусть американская семья отправляется в ад. Бог прости меня» (англ. They refused to help. Damn the American family to hell. God forgive me). Изучив другие дневники и записи убийцы полиция впоследствии заявила, что Дрейк планировал убить в те дни как минимум ещё двух человек, но не сумел воплотить намеченное в реальность из-за технической неисправности своего автомобиля.